# Массовые беспорядки в Бангладеш
Массовые беспорядки в Бангладеш — массовые беспорядки в городе Дакка Бангладеш, которые начались 5 февраля 2013 года.

## Причины
Протесты в стране начались после того, как ряд блогеров потребовали казнить лидеров «Джамаат-и-Ислами», которые обвиняются в преступлениях против человечности во время войны за независимость Бангладеш 1971 года.

## Последствия
12 исламских партий страны распространили в мечетях призыв выйти на акции протеста. Недовольные приговором вступали в столкновения с полицией, нападали на правительственные здания и поджигали офисы правящей партии «Лига Авами». Кроме того, протестующие подозреваются в том, что повредили железнодорожные пути в некоторых частях страны. Полиция пыталась остановить беспорядки, используя слезоточивый газ, а также открыв огонь по протестующим. С 21 января, когда был вынесен первый смертный приговор, в результате столкновений с полицией и беспорядков погибли уже 62 человека.
3 марта в стране началась двухдневная политическая забастовка.